# The Brown Knight
The Brown Knight («Рыцарь Браун») — шестнадцатая серия первого сезона американского мультсериала «Шоу Кливленда». Премьерный показ состоялся 28 марта 2010 года на канале FOX.

## Сюжет
На Донну и Кливленда нападает грабитель. Он отбирает не только деньги у Кливленда, но и обручальное кольцо у Донны. Та не желает с ним расставаться и устраивает отчаянную драку с преступником, пока Кливленд в панике бегает вокруг. У нападавшего выпадает пистолет, выстреливает и случайно ранит Кливленда. Друзья уверены, что Кливленд Браун — герой. Он не сильно отнекивается от этого, но правда вскрывается очень скоро, после просмотра записей камер наружного наблюдения.
Смущённый Кливленд решает найти грабителя сам и вернуть кольцо жены. Внимательно просматривая запись, Кливленд выясняет, что вор носит шляпу Last Call with Carson Daley, что позволяет ему выйти на след преступника. Впрочем, встретившись, грабитель одерживает верх над Кливлендом, но своего мужа спасает Донна.
Тем временем Роберта просит у матери 300 долларов на новые джинсы, но та отказывает ей. Ралло говорит, что у него есть деньги, но он их сестре не даст. Та удивительно сильно расстраивается, а чуть позднее в мусорном ведре Ралло находит окровавленные прокладки Роберты, и делает вывод, что его сестра может в любой момент умереть от ужасной болезни. Ралло приходит извиниться к Роберте и даёт ей деньги: сестра ни в чём не разуверяет брата. Впрочем, скоро обо всём узнаёт Донна и просвещает малыша, что именно он обнаружил в мусоре, и что это означает вовсе не болезнь Роберты. Обозлённый Ралло распродаёт все вещи сестры, чтобы вернуть свои деньги.

## Создание
Автор сценария: Асим Батра
Режиссёр: Мэтт Энгстром
Композитор:
Приглашённые знаменитости: Тила Текила (камео)

## Интересные факты

### Мелочи
- В названии эпизода использована игра слов: также возможен перевод «Коричневый (то есть темнокожий) рыцарь».
- Премьеру эпизода посмотрели 5 643 000 зрителей. Для сравнения: в тот же вечер на том же канале премьеру «Симпсонов» (The Greatest Story Ever D'ohed посмотрели 5 698 000 человек, «Гриффинов» (Brian Griffin's House of Payne) — 7 274 000 зрителей[4].
- Кливленду прострелили ногу, но через пару секунд он выходит, как будто ни в чём ни бывало